# Yager Development
Yager Development — независимый немецкий разработчик компьютерных игр. Компания была основана в 1999 году. Наиболее известным проектом студии является шутер от третьего лица Spec Ops: The Line который получил награду Inside Gaming Awards 2012 за лучший сюжет от Machinima.com.

## История
Yager Development была основана в 1999 году Уве Бенеке, Романом Голкой, Филиппом Шелльбахом, Тимо Ульманом и Матиасом Визе.

## Игры студии
| Название           | Год  | Жанр                   | Платформа                 | Издатель          |
| ------------------ | ---- | ---------------------- | ------------------------- | ----------------- |
| Yager              | 2003 | Космический симулятор  | Xbox, PC                  | THQ               |
| Spec Ops: The Line | 2012 | Шутер от третьего лица | PC, PS3, X360, OS X,Linux | 2K Games          |
| Dreadnought        | 2017 | Космический симулятор  | PC,PlayStation 4          | Grey Box          |
| The Cycle          | 2019 | Шутер от первого лица  | PC                        | Yager Development |